# Pomnik Tadeusza Kościuszki w Puszczy Mariańskiej
Pomnik Tadeusza Kościuszki w Puszczy Mariańskiej – pomnik w formie steli upamiętniający postać Tadeusza Kościuszki, zlokalizowany w centrum wsi Puszcza Mariańska w województwie mazowieckim (powiat żyrardowski).

## Geneza

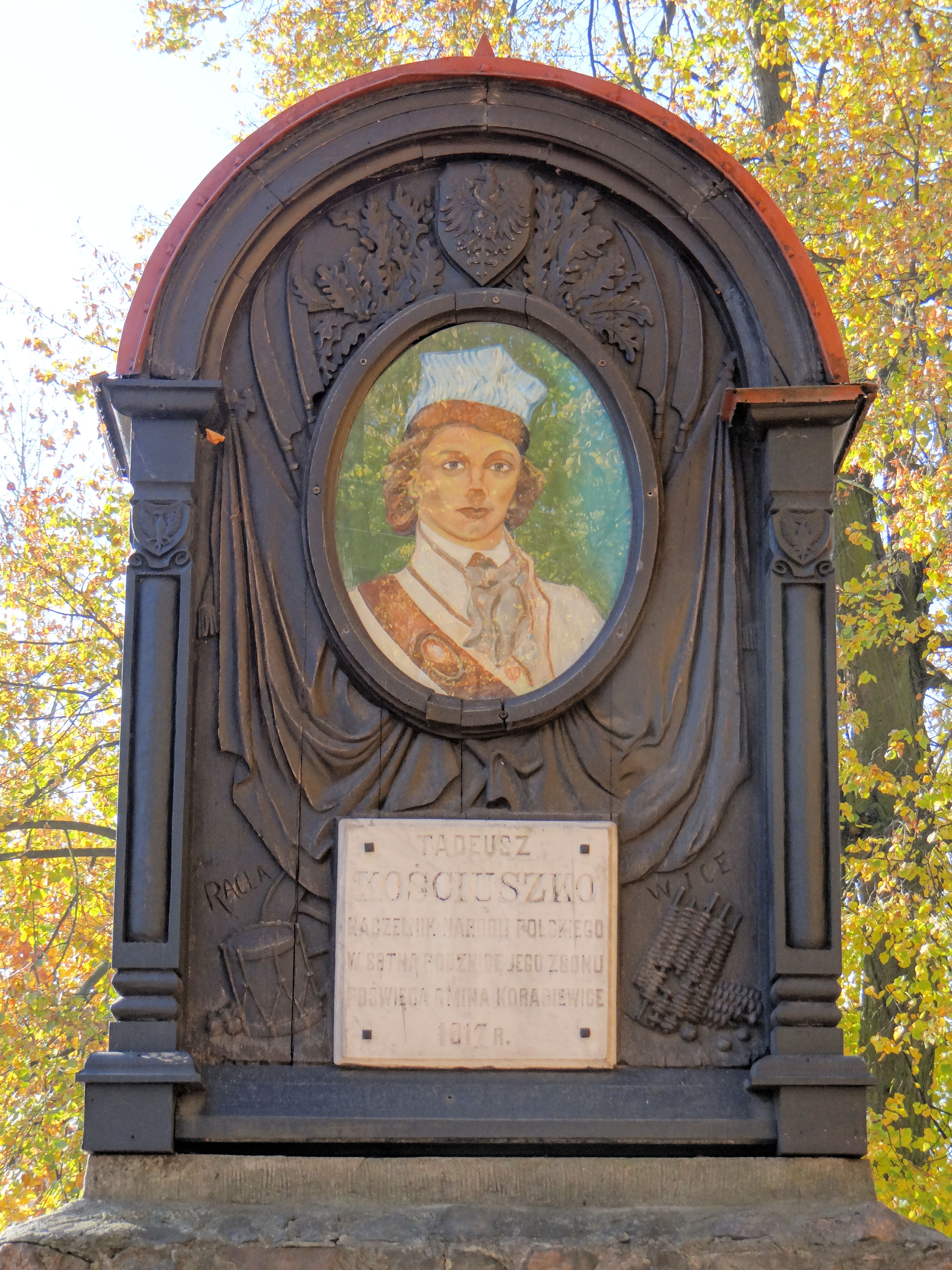
Portret Tadeusza Kościuszki

Pomnik został odsłonięty na fali entuzjazmu patriotycznego w październiku 1917, kiedy to na wszystkich ziemiach polskich obchodzono stulecie śmierci Kościuszki, a jednocześnie chwiały się mocarstwa zaborcze. Obchody miały szczególnie uroczysty przebieg w Królestwie Polskim, gdzie w tym czasie odsłaniano wiele pomników Kościuszki. Ten z Puszczy Mariańskiej wyróżnia się jednak, według historyka, Magdaleny Micińskiej, swoim poziomem artystycznym i formą przedstawienia. 

## Forma
Obiekt składa się z cokołu (kamiennej podmurówki), na którym umieszczono drewnianą, płaskorzeźbioną stelę z portretem Kościuszki autorstwa Józefa Rapackiego. Poniżej portretu przykuta jest tablica pamiątkowa z napisem: TADEUSZ / KOŚCIUSZKO / NACZELNIK NARODU POLSKIEGO / W SETNĄ ROCZNICĘ JEGO ZGONU / POŚWIĘCA GMINA KORABIEWICE / 1917 R. Monument wykonano z dbałością o szczegóły. Drewniana stela, wyrzeźbiona przez nieznanego, zapewne miejscowego, artystę (cieślę), wyposażona jest w bogaty zestaw symboli militarnych, patriotycznych i chłopskich, w tym odwołujących się do insurekcji kościuszkowskiej: sztandarów powstańczych, liści wawrzynu, osadzonych na sztorc kos, kul armatnich, werbli i rozbitych szańców wroga. Pośród tych atrybutów wyryto napis Racławice. Nad portretem Kościuszki umieszczona jest tablica z polskim orłem królewskim, którego wizerunki wpleciono również w kapitele kolumn flankujących stelę. Owalny portret Tadeusza Kościuszki autorstwa Józefa Rapackiego widnieje w centrum steli, za szkłem i charakteryzuje się fizjonomiczną wiernością oraz dbałością o szczegóły historyczne. Kościuszko posiada wszystkie atrybuty żołnierza i wodza, jego twarz wyraża skupienie i powagę.

## Uroczystość odsłonięcia
Uroczystość odsłonięcia pomnika (zbudowanego ze składek mieszkańców gminy Korabiewice) odbywała się według schematu, jaki stosowano wówczas powszechnie. 14 października 1917 (w przeddzień rocznicy śmierci Kościuszki) odprawiono nabożeństwo w korabiewickim kościele parafialnym, a także wygłoszono przemówienia i odśpiewano pieśni patriotyczne. Jedną z mów wygłosił autor portretu, Józef Rapacki, mieszkający w pobliskiej Olszance. Obiekt stanął na skrzyżowaniu dróg biegnących do Skierniewic, Mszczonowa i Radziwiłłowa.